# Rhys Griffiths
Rhys Griffiths (Cardiff, 1º marzo 1980) è un calciatore gallese, attaccante e allenatore del Penybont.

## Carriera
Ha iniziato la sua carriera con la maglia del Cwmbran Town per poi passare all'Haverfordwest County. Successivamente ha disputato due stagioni col Port Talbot Town, con una breve parentesi nel 2005 al Carmarthen Town.
La stagione della svolta per la sua carriera è la 2005-06 quando con la maglia del Port Talbot Town realizza 28 reti in campionato, diventando il capocannoniere del torneo. L'anno successivo si trasferisce al Llanelli, squadra in cui ha militato sino alla fine della statione 2011-12.
Il 21 giugno 2012 firma un contratto col Port Talbot Town, tornando così a vestire per la terza volta in carriera la maglia degli Steelmen. Il 6 agosto 2012 passa alla squadra inglese del Plymouth Argyle militante nella Football League Two, firmando così all'età di 32 anni il suo primo contratto da calciatore professionista. Con l'arrivo del nuovo manager John Sheridan il 6 gennaio 2013, il giocatore viene messo fuori rosa per scelta tecnica.
Nel febbraio 2013 Griffiths lascia Plymouth per passare al Newport County, formazione gallese che milita però nel campionato inglese di Conference National. Al termine della stagione lascia il campionato inglese per tornare in Galles con il Port Talbot Town.
È stato il capocannoniere del campionato gallese per ben sette anni consecutivi: 2005-06 (28 reti), 2006-07 (30 reti), 2007-08 (40 reti), 2008-09 (31 reti), 2009-10 (30 reti), 2010-11 (25 reti) e 2011-12 (24 reti). Griffiths è anche il miglior realizzatore della storia del Llanelli nelle competizioni europee con 4 marcature e uno dei giocatori con il maggior numero di presenze (12 col Llanelli, 14 in totale).
Nel 2007 ha sostenuto un provino per la squadra svizzera dell'FC Aarau, segnando anche un gol in amichevole, ma alla fine il suo trasferimento non si è concretizzato.
Griffiths è stato il secondo giocatore della storia a superare le 200 marcature nel campionato gallese ed è il secondo miglior marcatore di sempre della Welsh Premier League con 265 reti alle spalle di Marc Lloyd-Williams che detiene il record con 319 reti.
Il 14 marzo 2014 ha stabilito il record per il maggior numero di reti segnate in una gara della Welsh Premier League: nell'incontro tra il Port Talbot Town e l'Afan Lido, terminato 8-2, ha realizzato 7 gol.
Essendo il campionato gallese semi-professionistico, Griffiths ha svolto la professione di vigile del fuoco sino al 2012 quando, col passaggio nella Football League Two, è diventato un giocatore professionista.

## Statistiche

### Presenze e reti nei club
| Stagione                    | Squadra                     | Campionato                  | Campionato | Campionato | Coppe nazionali | Coppe nazionali | Coppe nazionali | Coppe continentali | Coppe continentali | Coppe continentali | Altre coppe | Altre coppe | Altre coppe | Totale | Totale |
| Stagione                    | Squadra                     | Comp                        | Pres       | Reti       | Comp            | Pres            | Reti            | Comp               | Pres               | Reti               | Comp        | Pres        | Reti        | Pres   | Reti   |
| --------------------------- | --------------------------- | --------------------------- | ---------- | ---------- | --------------- | --------------- | --------------- | ------------------ | ------------------ | ------------------ | ----------- | ----------- | ----------- | ------ | ------ |
| 2001-2002                   | Cwmbran Town                | LW                          | 18         | 1          | ?               | ?               | ?               | -                  | -                  | -                  | -           | -           | -           | 18+    | 1+     |
| lug.-ago. 2002              | Cwmbran Town                | WPL                         | 4          | 0          | ?               | ?               | ?               | -                  | -                  | -                  | -           | -           | -           | 4+     | 0+     |
| Totale Cwmbran Town         | Totale Cwmbran Town         | Totale Cwmbran Town         | 22         | 1          |                 | ?               | ?               |                    | -                  | -                  |             | -           | -           | 22+    | 1+     |
| 2002-2003                   | Haverfordwest County        | WPL                         | 26         | 10         | ?               | ?               | ?               | -                  | -                  | -                  | -           | -           | -           | 26+    | 10+    |
| 2003-2004                   | Haverfordwest County        | WPL                         | 31         | 9          | ?               | ?               | ?               | -                  | -                  | -                  | -           | -           | -           | 31+    | 9+     |
| Totale Haverfordwest County | Totale Haverfordwest County | Totale Haverfordwest County | 57         | 19         |                 | ?               | ?               |                    | -                  | -                  |             | -           | -           | 97+    | 19+    |
| lug.-dic. 2004              | Carmarthen Town             | WPL                         | 9          | 2          | ?               | ?               | ?               | -                  | -                  | -                  | -           | -           | -           | 9+     | 2+     |
| 2004-2005                   | Port Talbot Town            | WPL                         | 19         | 7          | ?               | ?               | ?               | -                  | -                  | -                  | -           | -           | -           | 19+    | 7+     |
| 2005-2006                   | Port Talbot Town            | WPL                         | 32         | 28         | ?               | ?               | ?               | -                  | -                  | -                  | -           | -           | -           | 32+    | 28+    |
| 2006-2007                   | Llanelli Town               | WPL                         | 32         | 30         | ?               | ?               | ?               | -                  | -                  | -                  | -           | -           | -           | 32+    | 30+    |
| 2007-2008                   | Llanelli Town               | WPL                         | 31         | 40         | ?               | ?               | ?               | Int                | 2                  | 3                  | -           | -           | -           | 33+    | 43+    |
| 2008-2009                   | Llanelli Town               | WPL                         | 28         | 31         | ?               | ?               | ?               | UCL                | 2                  | 0                  | -           | -           | -           | 30+    | 31+    |
| 2009-2010                   | Llanelli Town               | WPL                         | 33         | 30         | ?               | ?               | ?               | UCL                | 2                  | 0                  | -           | -           | -           | 35+    | 30+    |
| 2010-2011                   | Llanelli Town               | WPL                         | 28         | 25         | ?               | ?               | ?               | UCL                | 2                  | 0                  | -           | -           | -           | 30+    | 25+    |
| 2011-2012                   | Llanelli Town               | WPL                         | 29         | 24         | ?               | ?               | ?               | UCL                | 1                  | 0                  | -           | -           | -           | 30+    | 24+    |
| Totale Llanelli Town        | Totale Llanelli Town        | Totale Llanelli Town        | 181        | 180        |                 | ?               | ?               |                    | 9                  | 3                  |             | -           | -           | 190+   | 183+   |
| 2012-feb. 2013              | Plymouth                    | FL2                         | 14         | 3          | FACup+CdL       | 1+0             | 0               | -                  | -                  | -                  | -           | -           | -           | 15     | 3      |
| feb.-giu. 2013              | Newport County              | CN                          | 10         | 0          | FACup           | -               | -               | -                  | -                  | -                  | -           | -           | -           | 10     | 0      |
| 2013-2014                   | Port Talbot Town            | WPL                         | 30         | 22         | ?               | ?               | ?               | -                  | -                  | -                  | -           | -           | -           | 30+    | 22+    |
| 2014-2015                   | Port Talbot Town            | WPL                         | 18         | 3          | ?               | ?               | ?               | -                  | -                  | -                  | -           | -           | -           | 18+    | 3+     |
| Totale Port Talbot Town     | Totale Port Talbot Town     | Totale Port Talbot Town     | 99         | 60         |                 | ?               | ?               |                    | -                  | -                  |             | -           | -           | 99+    | 60+    |
| 2015-2016                   | Aberystwyth Town            | WPL                         | 21         | 5          | ?               | ?               | ?               | -                  | -                  | -                  | -           | -           | -           | 21+    | 5+     |
| Totale carriera             | Totale carriera             | Totale carriera             | 400        | 268        |                 | 1+              | 0+              |                    | 9                  | 3                  |             | -           | -           | 410+   | 271+   |

## Palmarès

### Club

#### Competizioni nazionali
- Welsh Premier League: 1

Llanelli: 2007-08
- Welsh League Cup: 1

Llanelli: 2007-08
- Welsh Cup: 1

Llanelli: 2010-11

### Individuali
- Capocannoniere della Welsh Premier League: 7

2005-2006 (28 gol), 2006-2007 (30 gol), 2007-2008 (40 gol), 2008-2009 (31 gol), 2009-2010 (30 gol), 2010-2011 (25 gol), 2011-2012 (24 gol)
- Squadra dell'anno della Welsh Premier League: 6

2005-2006, 2006-2007, 2007-2008, 2008-2009, 2009-2010, 2010-2011
- Giocatore dell'anno della Welsh Premier League: 3

2005-2006, 2007-2008, 2010-2011